# Can Calet del Pont
Can Calet del Pont és una obra eclèctica de Vilassar de Dalt (Maresme) inclosa a l'Inventari del Patrimoni Arquitectònic de Catalunya.

## Descripció
Edifici civil; està format per una planta baixa, dos pisos i terrat transitable. Del conjunt sobresurten els elements ornamentals de la façana, de tipus eclèctics i neoclàssics: la gran balconada que ocupa tot el pis principal i els trenca aigües situats damunt les obertures.
L'element decoratiu dominant és la pilastra amb un capitell compost de tipus clàssic, que ornamenta tota la planta superior de la façana, suportant les mènsules de cornisa, i emmarcant totes les obertures.
La barana del terrat presenta elements d'estil neogòtic -amb quadrifolis- i, a la seva part central, s'aixeca un petit cos ornamental que corona l'edifici. En conjunt, la casa es troba molt degradada. Té un pati bastant gran al davant.

## Història
L'edifici fou construït l'any 1896.